# 小行星121514

从 1600 到 2500年1999 UJ_{7}相对于太阳和火星的动画
太阳•
1999 UJ7•
火星

(121514) 1999 UJ7 是一顆很小的小行星，它的位置靠近火星軌道的L4 (在火星軌道前方60度)。在2011年9月，(121514) 1999 UJ7 是所知唯一在火星軌道前方L4點的小行星，而目前至少有另外3顆小行星在火星軌道後方的L5附近：(5261) Eureka、 (101429) 1998 VF31、和 (311999) 2007 NS2。(121514) 1999 UJ7不僅軌道位置在其它微小的小行星的另一側，他的光譜也不一樣，更令人費解的是因為所有的火星特洛伊小行星似乎都在很穩定的軌道上。

## 軌道
(121514) 1999 UJ7軌道非常穩定的環繞著火星的L4，並且其大小也使他的軌道不會受到亞爾科夫斯基效應的影響。

## 物理性質
由於測量(121514) 1999 UJ7的亮度和其它的火星特洛伊相似，它被認為是一顆小的小行星，有效直徑大約在1（0.62英里）的範圍。它的光譜表明是一顆X-型小行星，不同於(5261) Eureka和1998 VF31，有點令人費解的是，不同的礦物成分表明這兩個群體的小行星有著不同的來源 (起源)。然而，這些小行星軌道長期的穩定性，使它們不太可能是闖入者。這表明即使有一顆或多顆火星特洛伊是被捕獲並且獲得長期穩定軌道的小行星 (因此他不是使始的火星小行星)，或是與之前的小行星融合或結合造成現在觀測到的一個結果，亞爾科夫斯基效應可能提供潛在的補獲機制，但對這些物件的形成和形狀沒有足夠的瞭解，就很難提供有用的亞爾科夫斯基模型。

## 外部連結
- NASA JPL（页面存档备份，存于） Small-Body Database Browser on (121514) 1999 UJ7 （页面存档备份，存于）